# Longing 〜跡切れたmelody〜
「Longing 〜跡切れたmelody〜」（ロンギング とぎれたメロディー）は、ロック・バンドのX JAPANが1995年8月1日にリリースした11作目のシングル。
前作「Rusty Nail」から、約1年振りにリリースされたシングル。前作から引き続き、2作連続でオリコンシングルチャート1位を獲得した。

## 解説
1991年8月6日から1991年12月20日にかけて行われた「Violence In Jealousy Tour 1991」のツアー中に作曲され、アルバム『DAHLIA』の中で最初に制作が開始された楽曲である。
1994年の12月30日から31日にわたって東京ドームで行われたライブ『青い夜』『白い夜』では、来場者にこの曲のデモ・バージョンが収録されたテープが配布された。このデモ・バージョンは、正式リリース盤と歌詞の一部とギターソロのメロディーが異なり、ドラムが入っていないもので、後に『青い夜 白い夜 完全版 DVD-BOX』にデモ・テープの内容がCD化されたものが特典として付属した。
本作をストリングス中心のアレンジをしたものが、次作「Longing 〜切望の夜〜」として発売された。
デモ音源が入った黒いジャケットのシングルCD、白いジャケットのシングルCDが存在しており、発売前に関係者のみに配布されている。
黒ジャケット版には、シングル版に近いアレンジだが曲の長さが約4分程のデモ音源が収録されており、タイトルは「Longing 〜途切れたmelody〜」となっている。白ジャケット版には7分強のバージョンが収録され、よりシングル版に近づいており、タイトルもシングル版と同じく「Longing 〜跡切れたmelody〜」となっている。なお、歌詞は両者とも、上記の東京ドームで配布されたデモテープと同じである。
ミュージック・ビデオは存在しないが、テレビのプロモーション用に短いCMスポットが制作された。1995年8月のマリブの砂浜でおよそ3時間かけて撮影されたCMスポットはYOSHIKIが全裸で女性と抱き合うもので、デイヴィッド・リンチ監督による演出ということもあり話題を呼んだ。デイヴィッド・リンチは次作「Longing 〜切望の夜〜」のミュージック・ビデオも監督している。

## 収録曲
1. Longing 〜跡切れたmelody〜 - 7:45
（作詞・作曲：YOSHIKI　編曲：X JAPAN）
2. Longing 〜跡切れたmelody〜 (Original Karaoke) - 7:40
（作曲：YOSHIKI　編曲：X JAPAN）

## パーソネル
| - 共同プロデューサー：         | X JAPAN                                                                          |
| - オーケストラ・アレンジ：     | YOSHIKI、ディック・マークス、シェリー・バーグ                                    |
| - スコアリング：               | トム・ハーム                                                                     |
| - ミキシング・エンジニア：     | マイク・シプリー                                                                 |
| - レコーディング・エンジニア： | リッチ・ブリーン、マイク・ギンク                                                 |
| - アシスタント・エンジニア：   | タール・ミラー、マイク・ストック、キャピー・ジャプンジー、リチャード・ランダース |
| - マスタリング・エンジニア：   | スティーブン・マーカソン（プレシジョン・マスタリング）                           |

## 収録アルバム
#1
- 『DAHLIA』（スタジオアルバム、#3）
- 『BALLAD COLLECTION』（ベストアルバム、#2）
- 『Singles 〜Atlantic Years〜』（ベストアルバム、#4）
- 『X JAPAN BEST 〜FAN'S SELECTION〜』（ベストアルバム、Disc2-#4）

Original karaoke ver.は本シングルのみの収録。